# Xoài Florigon

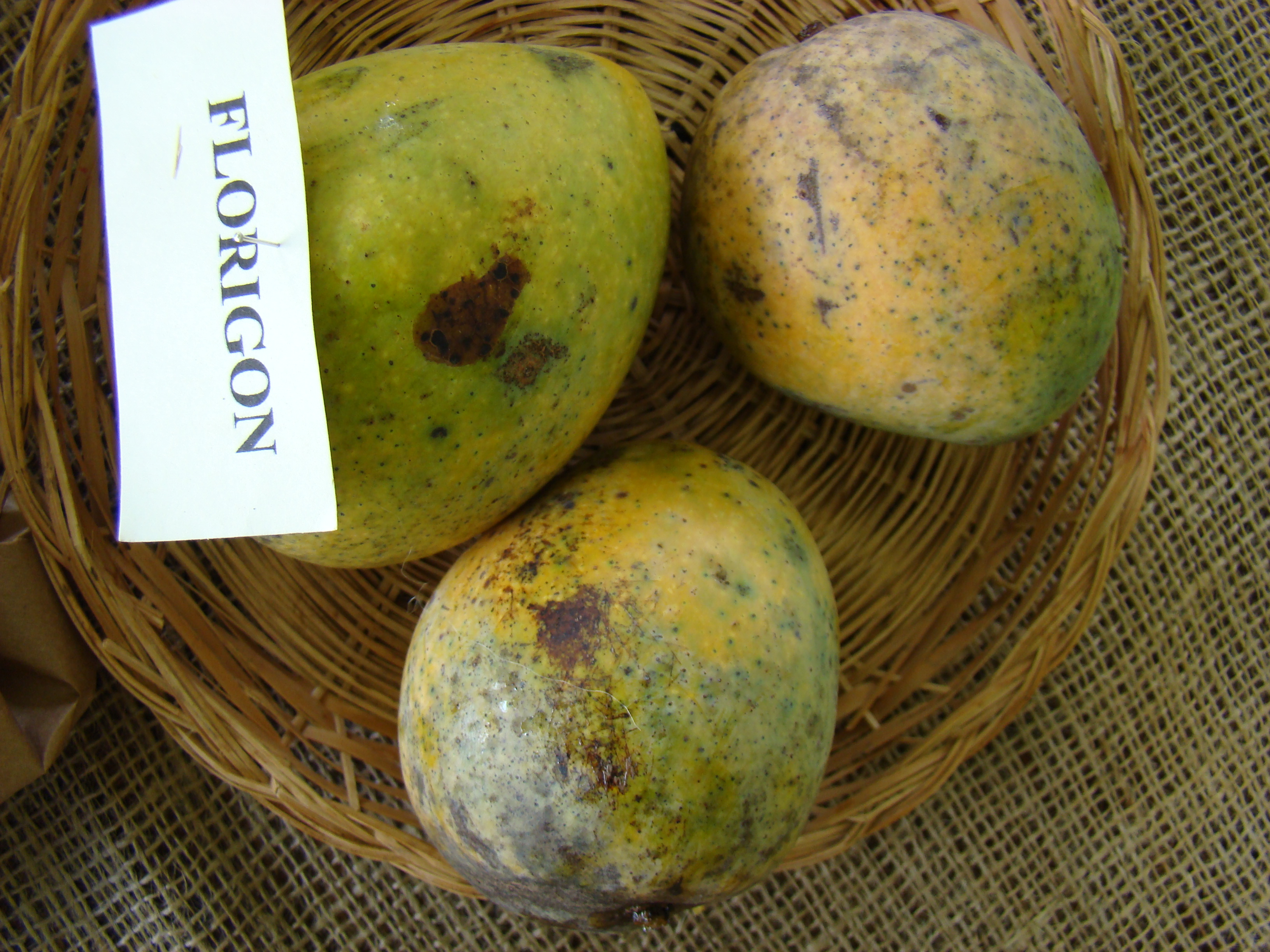
Hình ảnh về Xoài Florigon

Xoài ' Florigon' là một giống xoài thương mại có tên bắt nguồn từ khu vực miền nam Florida.

## Lịch sử
Cây ban đầu mọc lên từ một hạt giống được trồng vào năm 1932 trên đất đai của John G. Kaiser ở Fort Lauderdale, Florida. Kaiser được biết đến với việc trồng xoài lai, và sau đó trở thành cảnh sát trưởng cũng như thư ký tòa án cho Ft. Lauderdale và sau đó là thành viên của Ủy ban điều hành của Florida Mango Forum. Cây được cho là từ cây giống xoài Sài Gòn, tuy nhiên phân tích phả hệ năm 2005 ước tính Haden có khả năng là giống gốc, nhưng điều này phức tạp bởi thực tế Florigon là một loại xoài đa phôi. Cái tên Florigon là sự kết hợp giữa Florida và Sài Gòn. Cây đầu tiên ra quả vào năm 1936.
Mặc dù nó đã được đệ trình lên Ủy ban giống thực vật của Diễn đàn Xoài Florida, Florigon không nhận được sự quan tâm rộng rãi, cũng không được tuyên truyền về mặt thương mại. Tuy nhiên, trong những thập kỷ gần đây, Florigon đã được công nhận về hương vị tuyệt vời, đặc tính sản xuất tốt và khả năng kháng bệnh, và hiện được bán trong các vườn ươm ở Florida cũng như phát triển ở quy mô thương mại hạn chế.
Cây Florigon được trồng trong các bộ sưu tập của Trung tâm nghiên cứu và giáo dục nhiệt đới của Đại học Florida ở Homestead, Florida, và Công viên trái cây và gia vị Miami-Dade, cũng ở Homestead. Cây Florigon ban đầu vẫn còn ở Ft. Lauderdale.

## Sự miêu tả
Quả có kích thước nhỏ và hình trứng, trung bình có trọng lượng dưới một pound. Khi trưởng thành, nó gần như hoàn toàn màu vàng, đôi khi có một chút ửng hồng. Thịt màu vàng có vị ngọt, nhẹ và không xơ, có chứa một hạt đa phôi. Florigon cho quả chín từ tháng 5 đến tháng 7 ở Florida.
Những cây này có sức sống vừa phải và có tán cây thẳng đứng, mở rộng.